# کلیسای گابریل مقدس (براجور)
کلیسای گابریل مقدس (براجور) (ارمنی: Սուրբ Գաբրիել եկեղեցի (Բրաջուր)؛ ) یک کلیسا متعلق به کلیسای حواری ارمنی واقع در شهر براجور، شهرستان گوی‌گول جمهوری آذربایجان می‌باشد. ساخت و ساز این ساختمان در سده ۱۹ام میلادی؛ به پایان رسید. این بنا به سبک معماری ارمنی طراحی شده است.